# 뒤즈제주

뒤즈제주의 위치

뒤즈제주(튀르키예어: Düzce ili)는 튀르키예 북서부와 흑해 연안에 위치한 주로, 흑해 지역에 속한다. 주도는 뒤즈제이며 면적은 3,641km2, 인구는 329,321명(2007년 기준), 자동차 번호는 81번, 시외전화 지역번호는 0380번이다. 1999년 11월에 일어난 지진으로 인해 볼루주에서 분리되어 신설되었으며 8개 군을 관할한다.
고대 그리스 시대 유적이 남아 있으며 튀르키예의 여러 민족이 거주하기 때문에 "튀르키예의 국제 연합"이라고 불리기도 한다. 주로 투르크인과 아디게인, 압하스인, 치베네부리인, 라즈인, 로마인, 발칸반도 출신 이민자, 쿠르드인, 자자인이 거주한다.